# Brasilândia do Tocantins
Brasilândia do Tocantins est une municipalité brésilienne située dans l'État du Tocantins.